# マリア・ラスプーチナ
マリア・ラスプーチナ（露：Мария Распутина、ラテン文字転写：Maria Rasputina、誕生時：マトリョーナ・グリゴリエヴナ・ラスプーチナ、露：Матрёна Григорьевна Распутина、ラテン文字転写：Matryona Grigorievna Rasputina、1898年3月26日 - 1977年9月27日）は、ロシア帝国出身のダンサー、サーカスパフォーマー。ロシア皇帝ニコライ2世に取り入り、「怪僧」と呼ばれたグリゴリー・ラスプーチンの娘。ラスプーチンに関する回顧録を執筆したが、父の醜聞の大半を「政敵による捏造」と主張するなど中立性に欠けていると指摘されている。そのため、回顧録の信憑性については疑問視されている。

## 生涯

### 幼少期
1898年3月26日にトボリスク県ポクロフスコエ村に生まれ、翌日洗礼を受ける。生年については1899年説が広く流布しており、マリアの墓石にも「1899年生」と彫られているが、1990年以降の情報公開による研究の進展により、1899年説は覆された。1910年9月にカザン・ギムナジウムとサンクトペテルブルクを訪れ、自身の希望により名前を「マリア」に改名した。ラスプーチンは、「小さな淑女」にするためにマリアと彼女の妹バルバラをペテルブルクに呼び出し、アパートで共に暮らすようになった。マリアとバルバラはスモーリヌイ学院への入学を拒否されたため、1913年10月からステブリン＝カミンスキー私立予備学校に入学した。

### ロシアでの生活

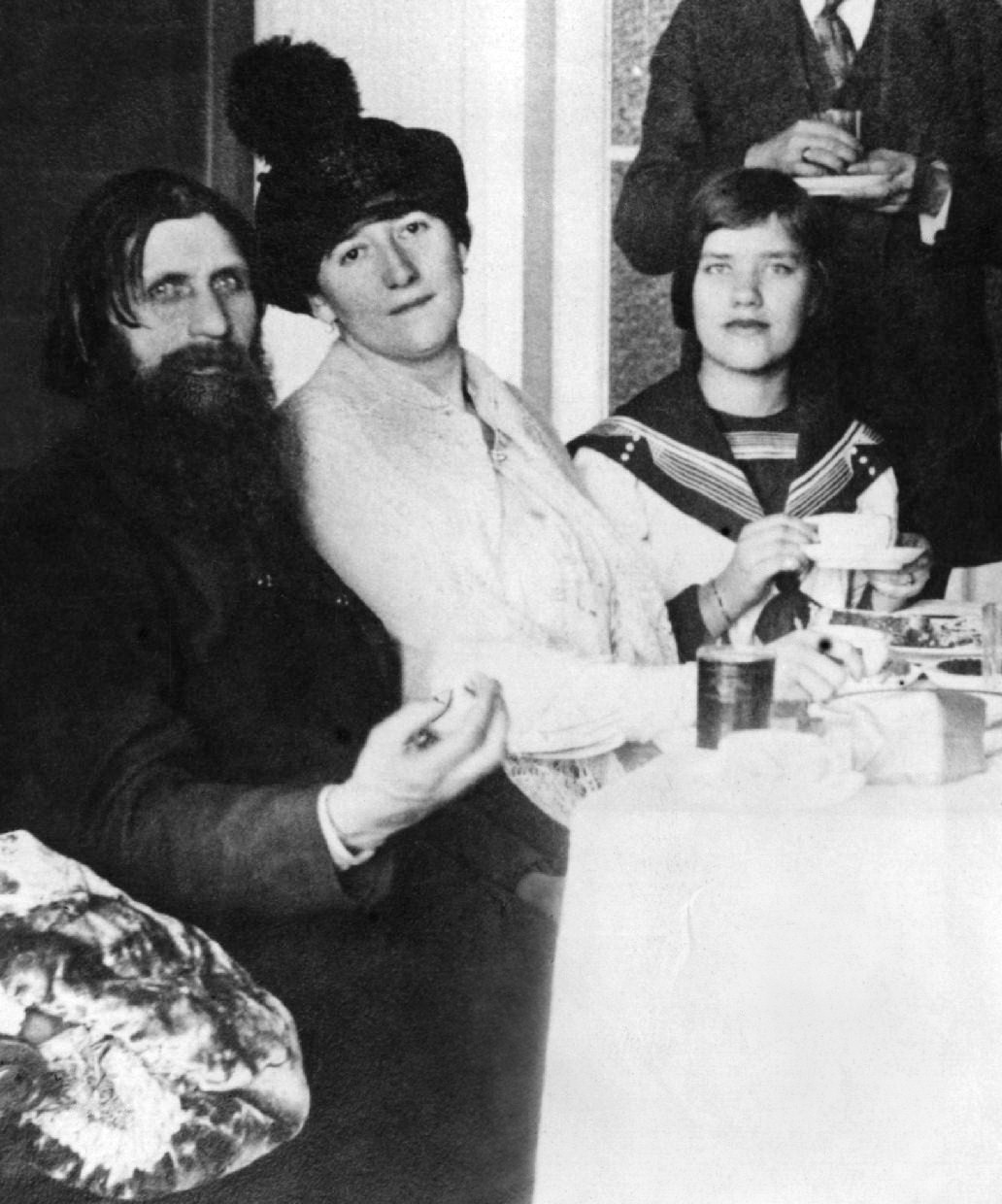
ラスプーチン夫妻とマリア（1914年）

第一次世界大戦中、マリアはグルジア人の役人と婚約しており、この役人はラスプーチンの口添えで前線部隊への配属を免れ、ペトログラード（ペテルブルクから改称）の予備大隊に配属されていた。また、マリアはオペラとボリショイ・サンクトペテルブルク国立サーカスに関心を抱いていた。
1916年12月17日、ラスプーチンはフェリックス・ユスポフに招かれてモイカ宮殿を訪問した（ユスポフは数週間から数か月間に渡り、ラスプーチンの元を訪れていた）。翌朝、マリアとバルバラはラスプーチンと親しかったアンナ・ヴィルボヴァに、父が行方不明になったことを告げた。ヴィルボヴァから報告を受けたアレクサンドラ皇后は警察に捜査を命じ、警察はペトロフスキー橋からラスプーチンのものと見られる血痕とガロッシュを発見し、マリアとバルバラによって父の物であることが確認され、翌朝にラスプーチンの遺体が発見された。定説では、ラスプーチンは毒を盛られたとされるが、マリアは暗殺未遂事件以降、父が胃酸過多に苦しみ砂糖を飲んで難を凌いでいたとして、父の秘書アロン・シマノヴィチと共に毒殺説を否定している。一方、マリアは暗殺された理由として、「同性愛者だったユスポフが、父に関係を断られた腹いせに殺した」と主張したが、歴史家のジョゼフ・ヒュルマンは「ユスポフがラスプーチンを魅力的な性的対象として見る理由がない」と否定している。
12月21日にラスプーチンの葬儀が執り行われた。マリアはバルバラと共に葬儀に参列したと主張しているが、これを証明する資料はなく真偽不明となっている。葬儀が終わった後、二人はアレクサンドロフスキー宮殿に招かれてOTMAの遊び相手を務め、その後はフランス語教師のアパートに移り、プラスコヴィアはアレクサンドラ皇后から5万ルーブルの見舞金を下賜され、1917年4月にポクロフスコエ村に帰った。母が帰郷した翌日、二人はタヴリーダ宮殿に軟禁されるが、ボリス・ソロヴィエフによって解放される。

### 結婚
ボリス・ソロヴィエフは、聖務会院の財務担当でラスプーチンの信奉者だったニコライ・ソロヴィエフの息子であり、ラスプーチンは彼と結婚するようにマリアに生前勧めていた。ボリスはヘレナ・P・ブラヴァツキーの元で神智学を学び、ラスプーチンの死後は彼の信者を相手に交霊会に出席するようになり、彼の後継者として見られるようになった。マリアもボリスの交霊会に出席したが、彼女は日記の中で「父が”ボリスを愛している”と言っていた理由を理解できない」と記し、彼のことを「全てが気に入らない」と述べている。
一方、ボリスも周囲に彼を慕う女性が多かったこともあり、マリアへの興味を失っており、「性的な関係としてもマリアは役に立たない」と日記に記している。1917年9月、ボリスは、アレクサンドラ皇后から逃亡資金として宝石を受け取ったとされる。その後、マリアは10月5日にタヴリーダ宮殿でボリスと結婚している。ロシア臨時政府の崩壊後、ロシアの情勢は悪化し、二人は1918年春にポクロフスコエ村にいるプラスコヴィアの元に身を寄せた。
ボリスは、マリアの兄ドミトリーと共にアレクサンドラ皇后の救出を計画し、エカテリンブルクから来た役人と接触した。しかし、彼はロシア内戦の間に皇后から受け取った宝石で得た財産を失ってしまう。金に困ったボリスは、中国への脱出を図るロシア貴族から金を騙し取った。

### 亡命

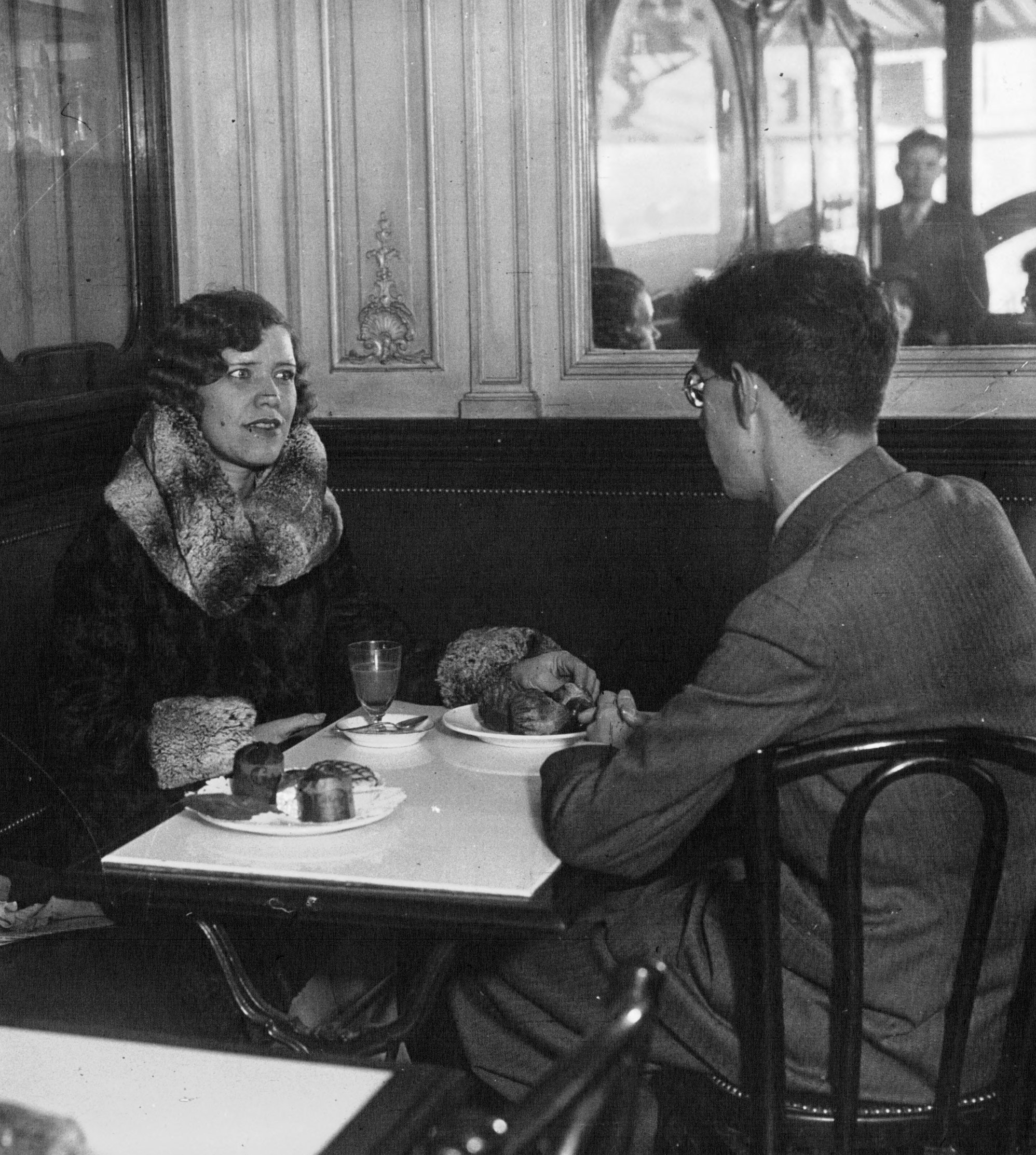
スペインの雑誌『Estampa』の記者から取材を受けるマリア（1930年）

マリアとボリスはウラジオストクに脱出し、そこで1年間暮らした。しかし、ボリスは白軍に逮捕されチタに連行された。長女タチアナ（1920-2009）が生まれた後、一家は船でロシアを脱出し、セイロン・スエズ・トリエステ・プラハを転々とした後にロシア料理店を開業するが、成功しなかった。経営が行き詰まっていた頃、マリアはウィーンで働くように促され、この間に次女マリア（1922-1976）がバーデン・バイ・ウィーンで生まれている。マリアはベルリンでダンスのレッスンを受けながら、シマノヴィチと共に生活していた。その後、一家はモンマルトルに移住し、ボリスは家族を養うために石鹸工場、ナイトポーター、洗車、ウォーターマンなどで働いたが、彼は1926年7月に結核で死去した。ボリスの死後、マリアは「ラスプーチンの娘」という理由で、キャバレーのダンサーとして雇われた。マリアは娘を養うために、それまで以上にダンスのレッスンを受け、またバルバラと一緒に暮らそうとフランスに招いたが、彼女は既にモスクワで死去していた。
1928年、ユスポフがラスプーチン暗殺に関する回顧録を出版した際に、暗殺犯である彼とドミトリー大公に対して、80万ドルの損害賠償を求めて裁判を起こした。マリアは「二人は殺人者であり、まともな人間ならば彼らが父を残忍なやり方で殺したことを知って驚愕するだろう」と主張した。しかし、裁判所は「事件はロシアで起きた政治的殺人であり、フランス司法の権限は及ばない」としてマリアの訴えを棄却している。
1929年、マリアは父に関する最初の回顧録『The Real Rasputin』を出版した。同年、マリアはブッシュ・サーカス団で働くことになり、そこでラスプーチンの生涯と暗殺を描いた舞台でダンスを踊ることになった。マリアはこれに対して、「舞台で父役の俳優と対峙するたびに、思いがけない怒りの記憶が心に刻み込まれ、私の心は壊れて泣き崩れた」と語っている。1932年に2冊目の回顧録『Rasputin, My Father』を出版し、1933年1月にシルク・ドイヴァーの舞台に出演した。

### アメリカでの生活
1934年11月にはロンドンに移り、1935年にはアメリカ合衆国インディアナ州にあるハーゲンベック＝ウォレス・サーカスで働き始める。マリアは猛獣使いとして巡業に加わり、興行の際には「世界を驚愕させたロシアの怪僧の娘」と宣伝された。1935年5月に熊に襲われ負傷し、サーカスがフロリダ州マイアミに到着した際に退団した。
1938年に娘たちをアメリカに招くが、彼女たちは入国を拒否され、マリアも90日以内に国外退去するように命じられる。しかし、マリアはマイアミに留まり、1940年3月に幼馴染で元白軍将校のグリゴリー・ベルナドスキーと結婚した。1946年にベルナドスキーと離婚し、アメリカ市民権を取得した。翌1947年には次女マリアがボイセヴァン家の出身で外交官のギデオン・ウォーセイヴ・ボイセヴァン（1897-1985）と結婚した。マリアは、第二次世界大戦中はマイアミやロサンゼルスでロージー・ザ・リベッターとして働き、1955年に年齢を理由に退職を余儀なくされた。退職後は病院で働きロシア語を教える傍ら、友人の子供のベビーシッターとして暮らしていた。
1968年から霊能力に関心を抱き、「夢の中でベティ・フォードに会った」などと主張し始めた。また、アンナ・アンダーソンをアナスタシア皇女だと認めたが、後に撤回している。晩年は社会保障給付を受けながらロサンゼルスで暮らし、1977年9月27日に死去した。遺体はアンジェラス＝ローズデール墓地に埋葬された。

## マリアのラスプーチン評

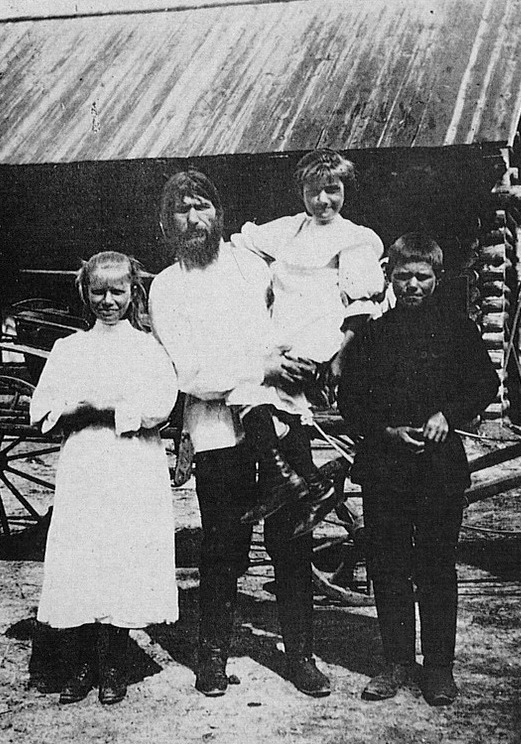
ラスプーチンと子供たち（ドミトリー、マリア、バルバラ）

ラスプーチンの生涯については、マリアの回顧録に詳細に書かれている。彼女によると、ラスプーチンは正規の修道士ではなく、ロシア帝室に取り入るきっかけとなったアレクセイ皇太子の血友病を治癒したことについては、磁気を用いた治療だったと主張している。磁気治療は、シベリアの土着宗教フリスト派の知恵を借りたものだと主張している。
マリアによると、1914年7月12日に発生したキオーニャ・グセヴァによるラスプーチン暗殺未遂事件以降、父親の人格が一変したという。マリアは、母プラスコヴィアと共にラスプーチンを連れてチュメニの病院に向かい、回復したラスプーチンは7週間後にペテルブルクに戻った。ラスプーチンは嗜好も変化し、「事件以降はデザートワインを好んで飲むようになった」とマリアは主張している。
マリアは孫娘に対して、ラスプーチンは寛大な人間だったと語っていた。ラスプーチンは「空っぽの財布で家に帰るべきではない」と語る反面、貧しい人々に金銭を渡していたという。孫娘のロランス・イオ＝ソロヴィエフ（タチアナの娘）は、ラスプーチンの曾孫娘であることを隠し続けていたが、2005年に自身の出自を明かした。次女マリアは、「祖父はロシアと神、皇帝を愛し、大きな心と強い精神力を持つ人だった」と語っている。